# Uloma gebieni
Uloma gebieni – gatunek chrząszcza z rodziny czarnuchowatych i podrodziny Tenebrioninae.
Gatunek ten opisany został po raz pierwszy w 2000 roku przez Wolfganga Schawallera na łamach „Stuttgarter Beiträge zur Naturkunde”. Jako lokalizację typową wskazano gorące źródła Poring w Parku Narodowym Kinabalu na Borneo. Epitet gatunkowy nadano na cześć koleopterologa Hansa Gebiena.
Chrząszcz o ciele długości od 12,3 do 15 mm. Ubarwienie jest ciemnobrązowe do czarnego. Na grzbietowej powierzchni głowy u samca występuje przednia listewka pozbawiona rożków czy ząbków, a za nią szorstko punktowane wgłębienie. Czułki samca mają człony piąty, szósty i siódmy o wierzchołkowych krawędziach nieco pośrodkowo wyciągniętych. Warga dolna u samca cechuje się języczkiem z kilkoma rozproszonymi szczecinkami oraz bródką z wgłębieniami nasadowo-bocznymi, głębokim wciskiem pośrodkowym i bez szczecinek. Przedplecze u samca ma na przedzie wgłębienie pośrodkowe, tylną krawędź nieobrzeżoną, a punktowanie drobne i skąpe na dysku oraz grube i gęste we wgłębieniu. Pokrywy mają rzędy z punktami nieco szerszymi niż odcinki rowków między nimi, a międzyrzędy sklepione. Odnóża przedniej pary u samca cechują się podłużnym kilem w przedniej części grzbietowej powierzchni goleni. Odwłok ma ostatni z widocznych sternitów delikatnie na tylnej krawędzi obrzeżony. Edeagus charakteryzuje się krótkimi, pięciokątnymi paramerami.
Owad orientalny, znany z malezyjskiego stanu Sabah oraz indonezyjskich Sumatry i Borneo Zachodniego.